# Tried and True
Tried and True è il terzo album dei Junkyard, uscito nel 2003 per l'Etichetta discografica Heat Slick Records.

## Tracce
1. Fight (Baker, Gates, Muscat, Muzingo, Roach) 3:03
2. Waste of Time (Mosher, Roach) 3:05
3. Tried and True (Mosher) 3:50
4. Old #4 (Joe Dog, Roach) 3:59
5. Simple Man (Gates, Roach) 3:42
6. Holdin' On (Baker, Gates, Muscat, Muzingo, Roach) 2:50

## Formazione
- David Roach - voce
- Chris Gates - chitarra
- Brian Baker - chitarra
- Todd Muscat - basso
- Patrick Michael Muzingo - batteria